# 鲁泽德
鲁泽德（法語：Rouzède，法語發音：[ʁuzɛd]）是法国夏朗德省的一个市镇，位于该省东部偏北，属于昂古莱姆区。

## 地理
鲁泽德（45°42'30"N, 0°33'16"E）面积14.33 平方千米，位于法国新阿基坦大区夏朗德省，该省份为法国西部内陆省份，北起德塞夫勒省和维埃纳省，东临上维埃纳省，东南至多尔多涅省，南至多爾多涅省，西接滨海夏朗德省。
与鲁泽德接壤的市镇（或旧市镇、城区）包括：埃屈拉、勒兰杜瓦、马兹罗勒、蒙布龙、鲁西讷。

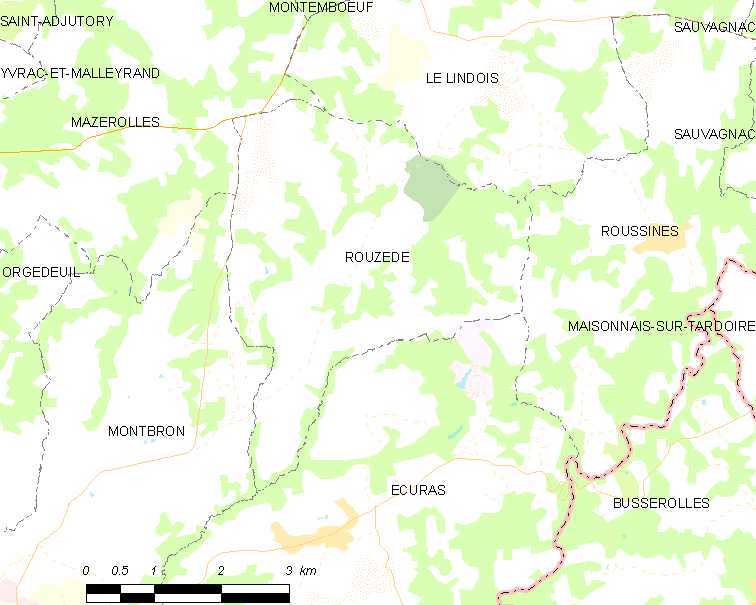
鲁泽德的OSM定位图

鲁泽德的时区为UTC+01:00、UTC+02:00（夏令时）。

## 行政
鲁泽德的邮政编码为16220，INSEE市镇编码为16290。

## 政治
鲁泽德所属的省级选区为塔杜瓦尔河谷县。

## 人口

1962-2008年间鲁泽德人口变化图示

鲁泽德于2022年1月1日时的人口数量为232人。